# Nieuwlande (Drenthe)
Pour les articles homonymes, voir Nieuwlande.
Nieuwlande (en drents : Neilaande) est un village néerlandais situé dans les communes de Hoogeveen et Coevorden, en province de Drenthe. Quelques maisons du village, situées au sud de la frontière provinciale avec l'Overijssel, font partie de la commune de Hardenberg. Lors du recensement de 2016, le village compte 1 340 habitants.

## Histoire

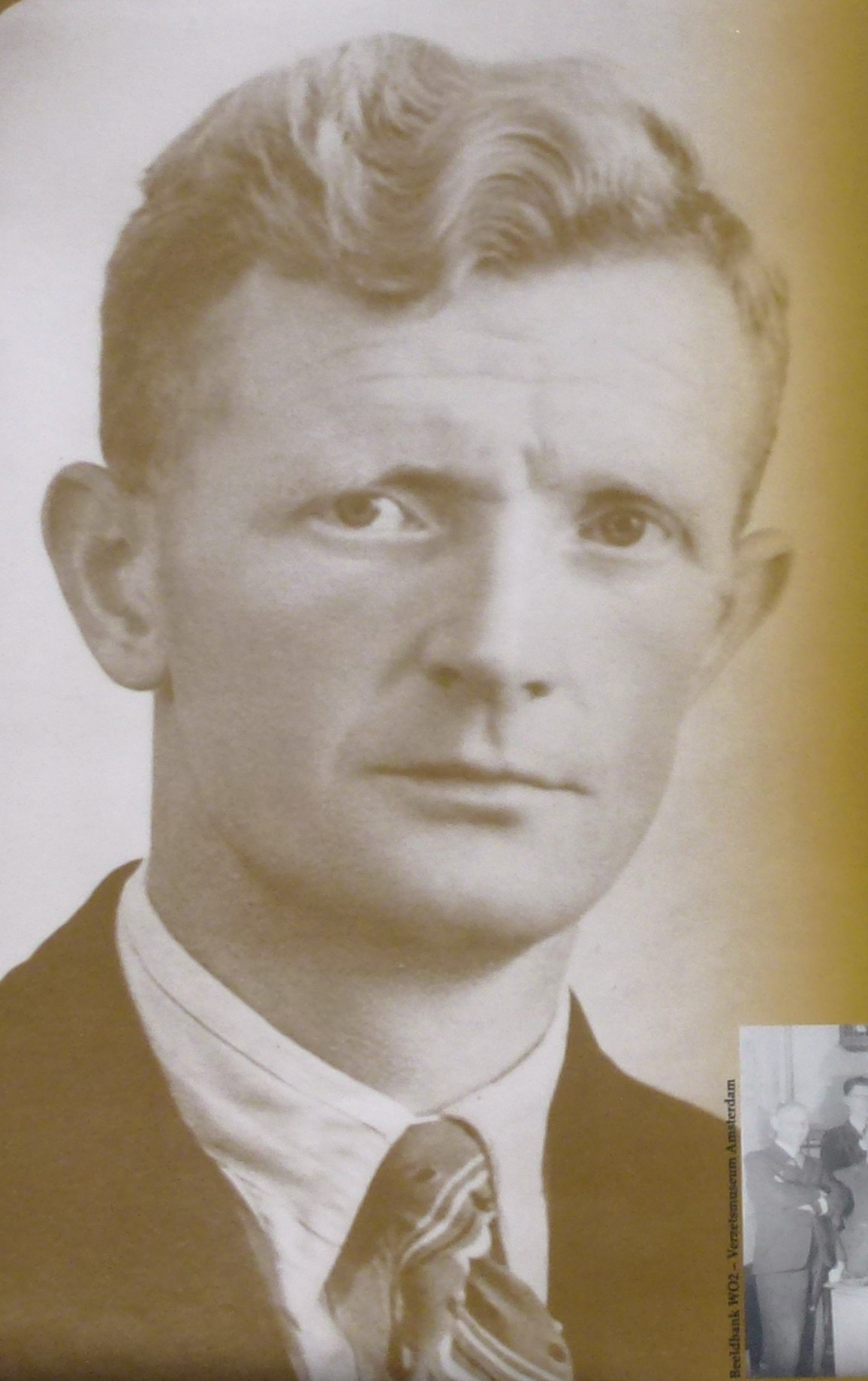
Johannes Post

Au cours de la Seconde Guerre mondiale, de nombreux habitants sauvent des Juifs de la déportation. Sur l'initiative du fermier et conseiller municipal du village Johannes Post (en) et son fermier Arnold Douwes posent le principe que chaque foyer cache une famille juive ou au moins un juif, ce qui fut fait. À ce titre, le village reçoit en 1990 le titre de Justes parmi les Nations décerné par le mémorial de Yad Vashem. Il s'agit du seul village à avoir exceptionnellement reçu cette distinction avec celui de Le Chambon-sur-Lignon situé en France, puisqu'en temps normal ce titre ne peut être décerné qu'à des personnes physiques. Par ailleurs, les 117 habitants de ce village ont été reconnus individuellement comme « Justes parmi les nations ».